# Ichthyodes leucostictica
Ichthyodes leucostictica är en skalbaggsart som beskrevs av Stefan von Breuning 1942. Ichthyodes leucostictica ingår i släktet Ichthyodes och familjen långhorningar. Inga underarter finns listade i Catalogue of Life.